# Głogów Małopolski
Głogów Małopolski (udtale: [ˈɡwɔɡuf mawɔˈpɔlskʲi])   er en by i den  centrale  del af  Voivodskabet Nedrekarpater i det sydøstlige Polen.  Rzeszów  har 10.232(2021) indbyggere og et areal på 13,73 km².  Den er en del af   powiatet (amt) Rzeszów.

## Geografi
Głogów Małopolski ligger i den sydlige del af Sandomierzbækkenet, og hører historisk til provinsen Lillepolen. Fra grundlæggelsen indtil Polens delinger, var byen en del af Sandomierz Voivodeskab. I 1772 - 1918 tilhørte det den østrigske provins Galicien. Afstanden til Rzeszów er 12 km. Byen betjenes af Rzeszows kommunale transportsystem, den har også en jernbanestation med forbindelser til Rzeszow, Stalowa Wola og Lublin. Desuden ligger Głogów langs Nationalvej Nr. 9, som er en del af den europavej E371. Vejtrafik går nu uden om byens centrum på via en 5 km lang ringvej, der blev åbnet i 2005.

## Historie
Głogóws historie begynder den 22. april 1570, da en lokal adelsmand Krzysztof Glowa fra Nowosielce  udstedte et dokument, hvorpå en helt ny by kaldet Głowów skulle grundlægges i en skov langs en handelsrute til Sandomierz. Ifølge Glowas planer skulle byen blive et ideelt renæssancebycentrum, der konkurrerer med det nærliggende Rzeszow. Arkitekter, ansat af Glowa, tegnede en stor markedsplads (168x168 meter), med grunde til 40 huse. Endvidere blev der anlagt særlige grunde til haver, kirke, præstegård, badehus, hospital, mølle, bryggeri og kornmagasin. Efter de oprindelige planer skulle Głowów have 200 huse, hvis beboere skulle fritages for skat i 20 år. Der var planlagt to handelsmesser om året, markeder fandt sted hver tirsdag, og indbyggerne fik lov til at brygge deres egne øl. Den kommunale regering og domstol var baseret på Magdeburg rettighedernes bylove.